# Zupa solferino
Solferino – rodzaj zupy, pochodzącej z Lombardii, której nazwa pochodzi od wsi położonej na południe od jeziora Garda.
Zupę przygotowuje się na bazie rosołu, dodając do niego przetarte ziemniaki, zielony groszek oraz śmietanę z rozkłóconymi żółtkami jaj. Serwuje się z groszkiem ptysiowym. Isabela Mary Beeton w poradniku wydanym w 1863 roku podała przepis na sardyńską odmianę zupy, z dodatkiem masła, pieprzu i soli. Nazwę wywodzi od zdarzenia poprzedzającego bitwę pod Solferino. W przeddzień bitwy pewien angielski dżentelmen miał zaprezentować przepis na tanią i pożywną zupę oddziałom Piemontu.